# Graslelie
Graslelie (Anthericum) is een geslacht uit de aspergefamilie (Asparagaceae). Het geslacht kent zo'n 65 soorten. Ze behoren tot dezelfde onderfamilie waartoe ook de agaven behoren.

## Verspreiding
De 65 soorten komen hoofdzakelijk in de tropen voor. In Noordwest- en Midden-Europa komen twee soorten voor:
- Grote graslelie (Anthericum liliago)
- Vertakte graslelie (Anthericum ramosum)

Hiernaast komt in de bergen in Zuid-Spanje nog Anthericum baeticum (Boiss.) Boiss. voor.